# ASD Napoli Basket Vomero
Maillots
L'ASD Napoli Basket Vomero, plus connu comme Phard Napoli, est un club italien féminin de basket-ball appartenant à la LegA Basket Femminile, soit le plus haut niveau du championnat italien. Le club est basé dans la ville de Naples

## Palmarès

### International
- Eurocoupe : 2005

### National
- Champion d'Italie : 2007

## Entraîneurs successifs
- 2002-2004 Mirco Diamanti
- 2004-2006 Roberto Ricchini
- 2006-2008 Nino Molino

## Joueuses célèbres

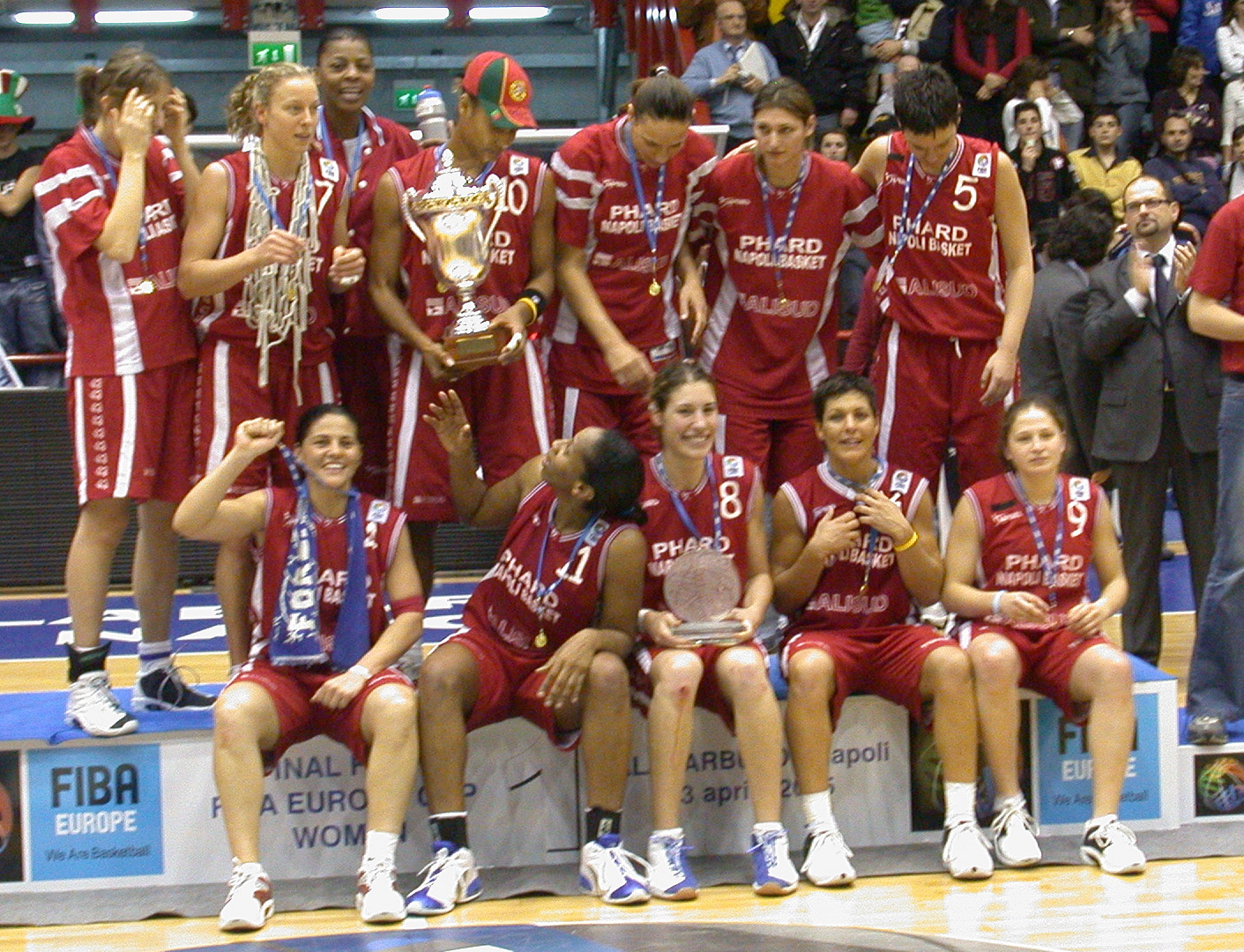
Après la victoire en Eurocoupe

- Nicole Antibe